# مقاطعة مشهد
مقاطعة مشهد (بالفارسية: شهرستان مشهد) هي إحدى مقاطعات محافظة خراسان رضوي في إيران. مركز المحافظة هو مدينة مشهد. كان عدد سكان المقاطعة سنة 2006 حوالي 2,868,350 نسمة.
تقسم لأربع مناطق.